# Silvia Ciornei
Silvia Ciornei (ur. 27 sierpnia 1970 w Ploeszti) – rumuńska polityk, finansista, była senator i minister, w 2007 deputowana do Parlamentu Europejskiego.

## Życiorys
Ukończyła w 1993 studia na Wydziale Mechanicznym Uniwersytetu Politechnicznego w Bukareszcie, w drugiej połowie lat 90. kształciła się także w Japonii na kursie z zakresu finansów i bankowości. Pracowała jako inżynier, konsultant w rumuńskim oddziale Banku Światowego, analityk ds. inwestycji w międzynarodowym przedsiębiorstwie finansowym. W 1998 została dyrektorem departamentu rozwoju w spółce akcyjnej.
W 1996 wstąpiła do Rumuńskiej Partii Humanistycznej, przemianowanej w 2005 na Partię Konserwatywną. Była wiceprzewodniczącą organizacji młodzieżowej tego ugrupowania. Od 2000 do 2003 sprawowała urząd ministra ds. współpracy oraz małych i średnich przedsiębiorstw w rządzie Adriana Năstase. W latach 2004–2008 z ramienia humanistów zasiadała w Senacie, reprezentując okręg Neamț.
Po przystąpieniu Rumunii do Unii Europejskiej 1 stycznia 2007 objęła mandat eurodeputowanej jako przedstawicielka PC w delegacji krajowej. Została członkinią grupy Porozumienia Liberałów i Demokratów na rzecz Europy, a także wiceprzewodniczącą Komisji Przemysłu, Badań Naukowych i Energii. Z PE odeszła 9 grudnia 2007, kiedy to w Europarlamencie zasiedli deputowani wybrani w wyborach powszechnych.